# Shōen Uemura
Shōen Uemura (jap. 上村 松園 Uemura Shōen), właśc. Tsuneko Uemura (jap. 上村 常子 Uemura Tsuneko; ur. 23 kwietnia 1875, zm. 27 sierpnia 1949) – japońska malarka.

## Życiorys
Pochodziła z Kioto, jej ojciec, zmarły dwa miesiące przed narodzinami córki, zajmował się sprzedażą herbaty. Wychowywana samotnie przez matkę, w 1887 roku rozpoczęła studia w Municypalnej Szkole Malarstwa w Kioto. Jej nauczycielami byli Bairei Kōno i Seihō Takeuchi. Jej prace były wielokrotnie nagradzane i wystawiane m.in. od 1907 roku na prestiżowych wystawach Bunten. W 1941 roku została członkiem Cesarskiej Akademii Sztuki (Teikoku Bijutsu-in), a w 1944 roku nadwornym artystą cesarskim (Teishitsu Gigei-in). W 1947 roku, jako pierwsza kobieta, została odznaczona Orderem Kultury.
Była reprezentantką stylu nihonga. Tworzyła portrety kobiecie w stylu bijinga, poza tradycyjnymi przedstawieniami piękności portretując również zwykłe kobiety, matki i żony.
Jej synem był malarz Shōkō Uemura.

## Galeria

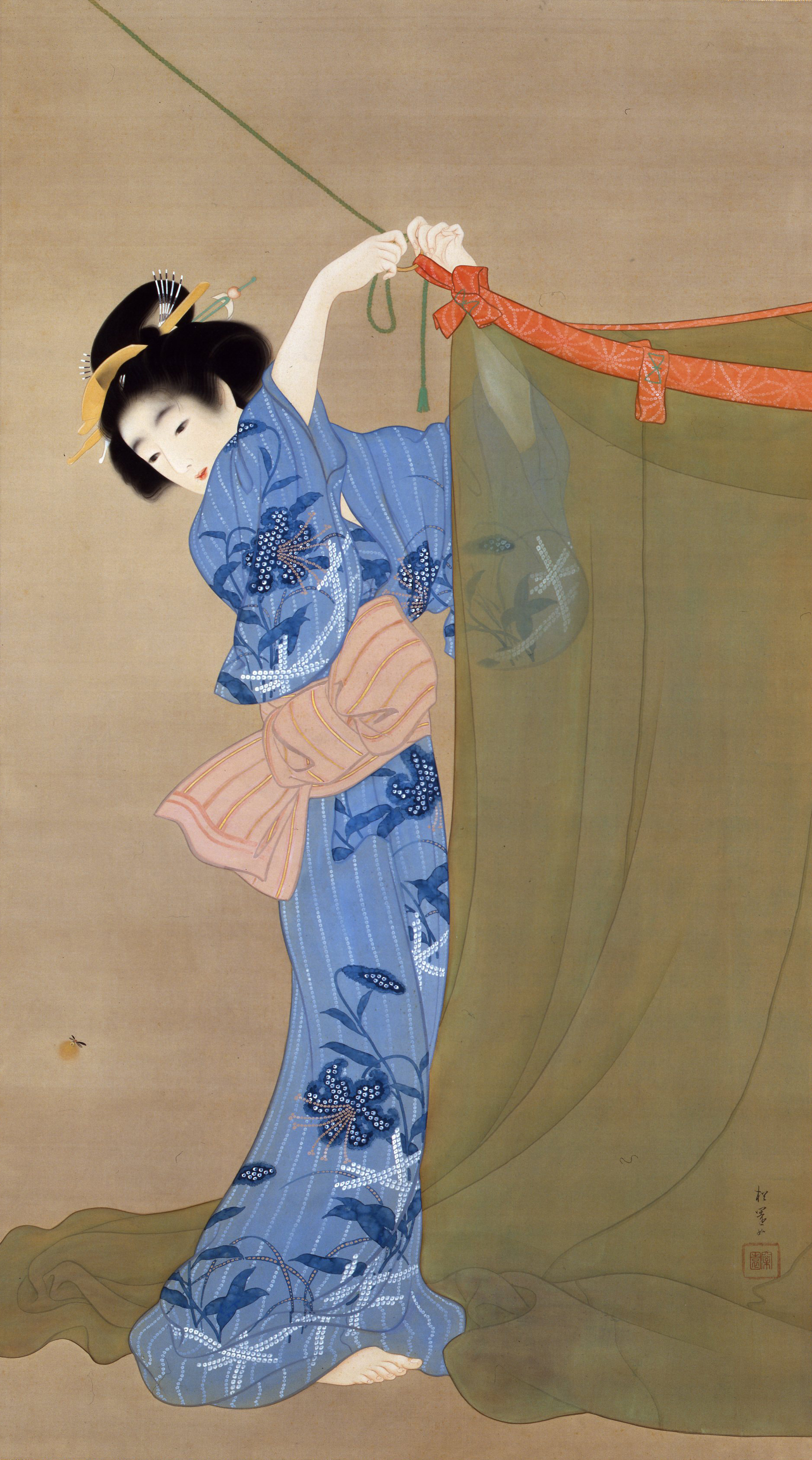
Robaczek świętojański (1913), Muzeum Yamatane w Tokio
Zazdrość (1918), tusz i farby wodne na jedwabiu, Muzeum Narodowe w Tokio
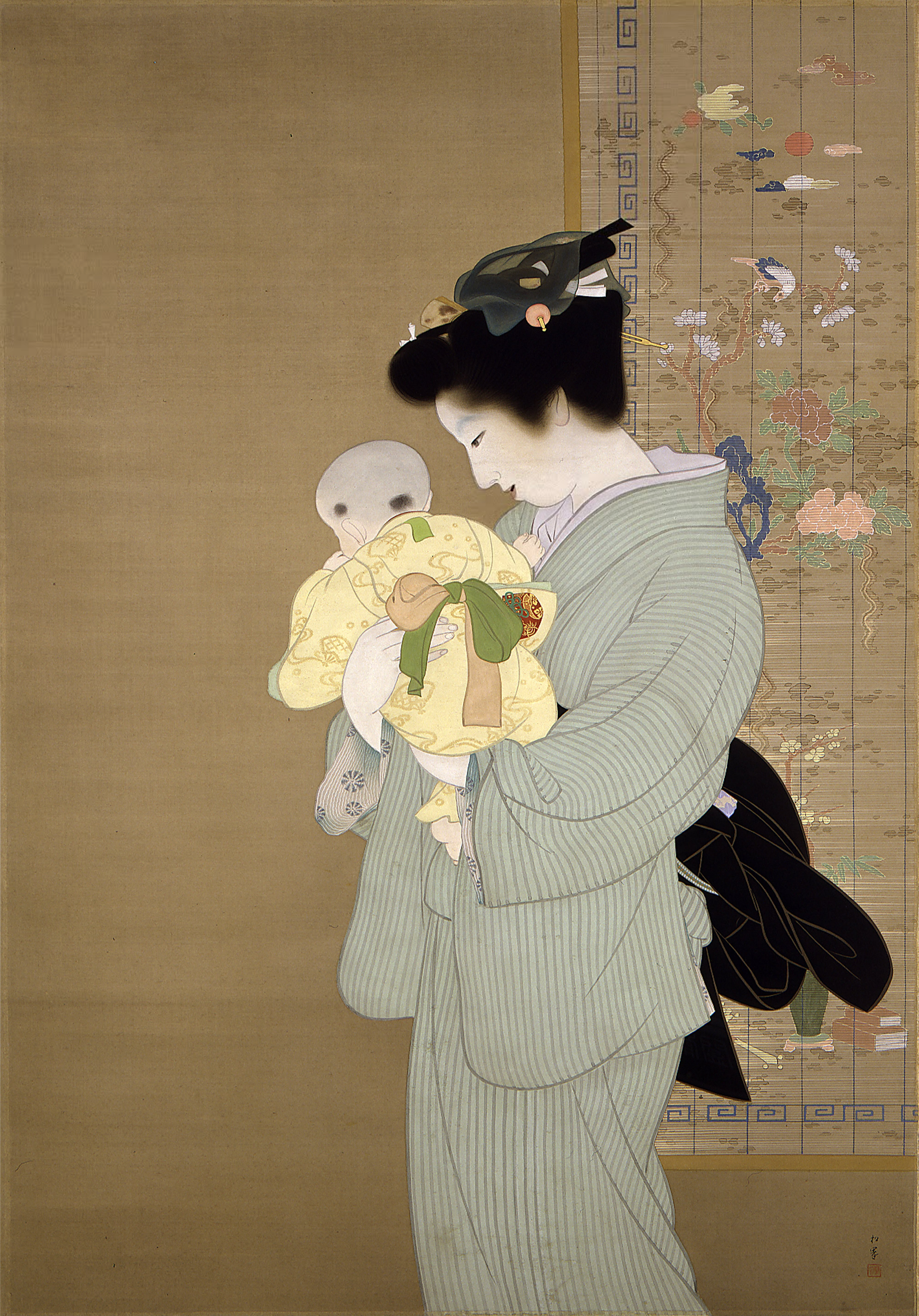
Matka z dzieckiem (1934), Muzeum Narodowe w Tokio